# Podstrana
Podstrana je općina u Splitsko-dalmatinskoj županiji.

## Opis
Općina Podstrana 2021. godine sastoji se od sljedećih deset naselja: Gornja Podstrana, Podstrana – Grbavac, Podstrana – Grljevac, Podstrana – Miljevac, Podstrana – Mutogras, Podstrana – Sita, Podstrana – Strožanac Donji, Podstrana – Strožanac Gornji,  Podstrana – Sv. Martin, Podstrana – Žminjača.
U Općini se ističe naselje Mutogras smješteno na jugoistoku Podstrane poznato po arheološkim nalazima, pripada Donjim Poljicima te je smješten podno brda Peruna.  Ime dolazi od "Monte Grasso", "debelo brdo". Mještani su većinom Hrvati rimokatoličke vjere. Gospodarske glavne djelatnosti su poljodjelstvo i turizam.

## Zemljopis
Srednjodalmatinski obalni prostor koji zauzima Općina Podstrana omeđen je prirodnim, administrativnim i povijesnim granicama. Na sjeverozapadu ga od grada Splita dijeli donji tok i ušće rijeke Žrnovnice, a jugoistočno se naslanja na susjednu Općinu Dugi Rat. Sjeveroistočnu fasadu podstranskog prostora tvori brdo Perun, dio Mosorova primorskog grebena, dok jugozapadna teritorijalna granica Podstrane prati šest kilometara dugu obalnu liniju. Ukupna površina podstranskog teritorija iznosi oko 11,5 četvornih kilometara.
Iako podneblje Općine Podstrana pripada mediteranskom tipu klime masline, koji odlikuju blage zime i vruća ljeta, ono ima i svoje mikroklimatske posebnosti. Statistički podatci pokazuju da je siječanj najhladniji mjesec, s prosječnom temperaturom zraka 7,7 °C, dok su gotovo podjednako vrući srpanj s 25,6 °C i kolovoz s 25,3 °C te da u samo sedam dana godišnje temperatura zraka padne ispod ništice, dok se iznad 30,0 °C penje čak tijekom 46 ljetnih dana.
Budući da je Podstrana u cjelini okrenuta prema jugozapadu, a Perunom zaštićena od snažnih i hladnih sjeveroistočnih vjetrova, jače je izložena jedino maestralu koji za ljetnih sparina donosi ugodno osvježenje i udarima lebića koji redovito nekoliko puta godišnje zadese njezinu obalu.

## Stanovništvo
| broj stanovnika | 562   | 634   | 689   | 814   | 990   | 973   | 926   | 1175  | 912   | 958   | 933   | 1747  | 2798  | 5240  | 7341  | 9129  | 10403 |
|                 | 1857. | 1869. | 1880. | 1890. | 1900. | 1910. | 1921. | 1931. | 1948. | 1953. | 1961. | 1971. | 1981. | 1991. | 2001. | 2011. | 2021. |

## Povijest
Temelje naselja su zasigurno postavila još u davninama grčki doseljenici, kasnije je na tom području postojala sve do VII st. rimska naseobina Pituntium, a naziv je dobila zbog blizine i današnjih izvora Studene vode. O burnoj povijesti (Pituntium) Podstrane od Grka, Rimljana, avarskih, mongolskih i turskih provala, do Poljičke svjedoče nam mnoge arheološke iskopine ostataka građevina i spomenika iz raznih vremenskih razdoblja. Te pisani podaci, rimski pisac Plinije Stariji (I st.) spominje rimsku naseobinu Pituntium na ovim prostorima. Tadašnji stanovnici su uglavnom živjeli od prihoda s imanja, od uzgoja vinove loze, maslinika, voćnjaka. Ni danas se previše toga nije promijenilo osim što se Podstrana dosta unutar svojih granica proširila i naselila novim stanovništvom. I dalje se starosjedioci bave obrađivanjem zemlje, s određenim nadopunama i modernizacijom, bave se turizmom…

##### Arheološke iskopine
- Ruševni ostatci jedne rimske građevine u predjelu Polače.;
- Od crkve sv. Jurja na brdu Perunu iznad Strožanca.;
- Crkva sv. Jurja na Vršini iznad Podstrane.;
- Ukrašeni plosnati stećci na groblju kod crkve Gospe od Site u Stožancu.;
- Srednjovjekovni grobovi kod crkve sv. Martina.;

## Gospodarstvo
Temelji se na poljoprivredi prvenstveno povrća i breskve, ključna djelatnost je turizam.  U travnju se godišnje održavaju Dani hrvatske male brodogradnje.

## Poznati ljudi
- Ante Kaštelančić (1911. – 1989.). likovni umjetnik[5]
- Don Petar Car (1861. – 1926.), hrv. svećenik i savjetnik, prosvjetitelj i učitelj, graditelj i čuvar seoskih i crkvenih dobara
- Antonijo Pejić, hrv. nogometni sudac.

## Spomenici i znamenitosti
U Podstrani djeluje Družba sestara franjevki od Bezgrješne koje ondje imaju podružnicu,  dječji vrtić Brat Sunce.
- Arheološko nalazište i crkva sv. Martina
- Palača (veća obiteljska kuća) "Cindro" burne prošlosti
- Gornje selo
- Babina stina
- Staro groblje
- Crkva sv. Ante Padovanskog, zaštićeno kulturno dobro

## Obrazovanje
- Osnovna škola Strožanac

## Kultura
Podstransko kulturno ljeto održava se tijekom srpnja i kolovoza, kontinuirano  od 1996. godine.
- "Dobrojutro, more" je manifestacija u sklopu koje se raspisuje javni natječaj za književno i likovno stvaralaštvo mladih, utemeljena je 1997. godine.
- Ča pod Perunom, večer čakavske poezije, godišnja kulturna manifestacija, organizira ju ogranak Matice hrvatske od 2009. godine.[7]
- Podstranska revija, list ogranka Matice hrvatske.[8]

- Za poljičkin stolon, gastronomsko-kulturološka fešta, održava se u Podstrani, u organizaciji Društva Poljičana "Sv. Jure" - Priko
- Dobrojutro, more!, tradicionalna književna manifestacija koja se održava u kolovozu

## Šport
- Košarkaški klub "Mislav"
- Nogometni klub mali  "balun"
- Nogometni klub Union
- Malonogometni klub Podstrana

## Mutogras
Mutogras je mjesto na jadranskoj obali, istočno od Splita. Dio je Podstrane. Pripada primorskim odnosno Donjim Poljicima.
Nalazi se podno brda Peruna.
Ime dolazi od "Monte Grasso", "debelo brdo" (prijelazom iz rom. "on" u sthrv. nosno "o" i u konačnici u "u").
Apsolutno većinsko stanovništvo su Hrvati i apsolutno je najviše vjernika rimokatoličke vjere.
Glavne gospodarske djelatnosti su turizam, ugostiteljstvo i poljodjelstvo.

## Vanjske poveznice
- Općina Podstrana - službene stranice Općine
- Turistička zajednica općine Podstrana  Arhivirana inačica izvorne stranice od 24. prosinca 2011. (Wayback Machine) - službene stranice Turističke zajednice općine Podstrana
- Podstrana Portal - stranice internet news portala iz i o Podstrani
- Košarkaški Klub Mislav - službene stranice KK Mislav iz Podstrane